# Magyar nyelvű tévéadók listája
Ez a magyar nyelven, Magyarország területén elérhető televízióadók listája a helyi, internetes és infocsatornák kivételével, továbbá a valaha létezett, de a már megszűnt és átnevezett televíziós adókat is tartalmazza.
Az üzemelő csatornák vastag, a teljesen megszűnt vagy a tervezés alatt álló csatornák neve normál betűvel van szedve. Az átnevezett csatornák dőlt betűvel vannak feltüntetve. A valaha ingyenesen vehető közszolgálati és kereskedelmi tévék (köztük a körzetiek is) *-gal, a magyar hangsávval nem, de magyar felirattal rendelkező csatornák **-gal vannak jelölve, míg a Magyarországon nem fogható, de magyar nyelvű tévéadók ***-gal vannak kiemelve.

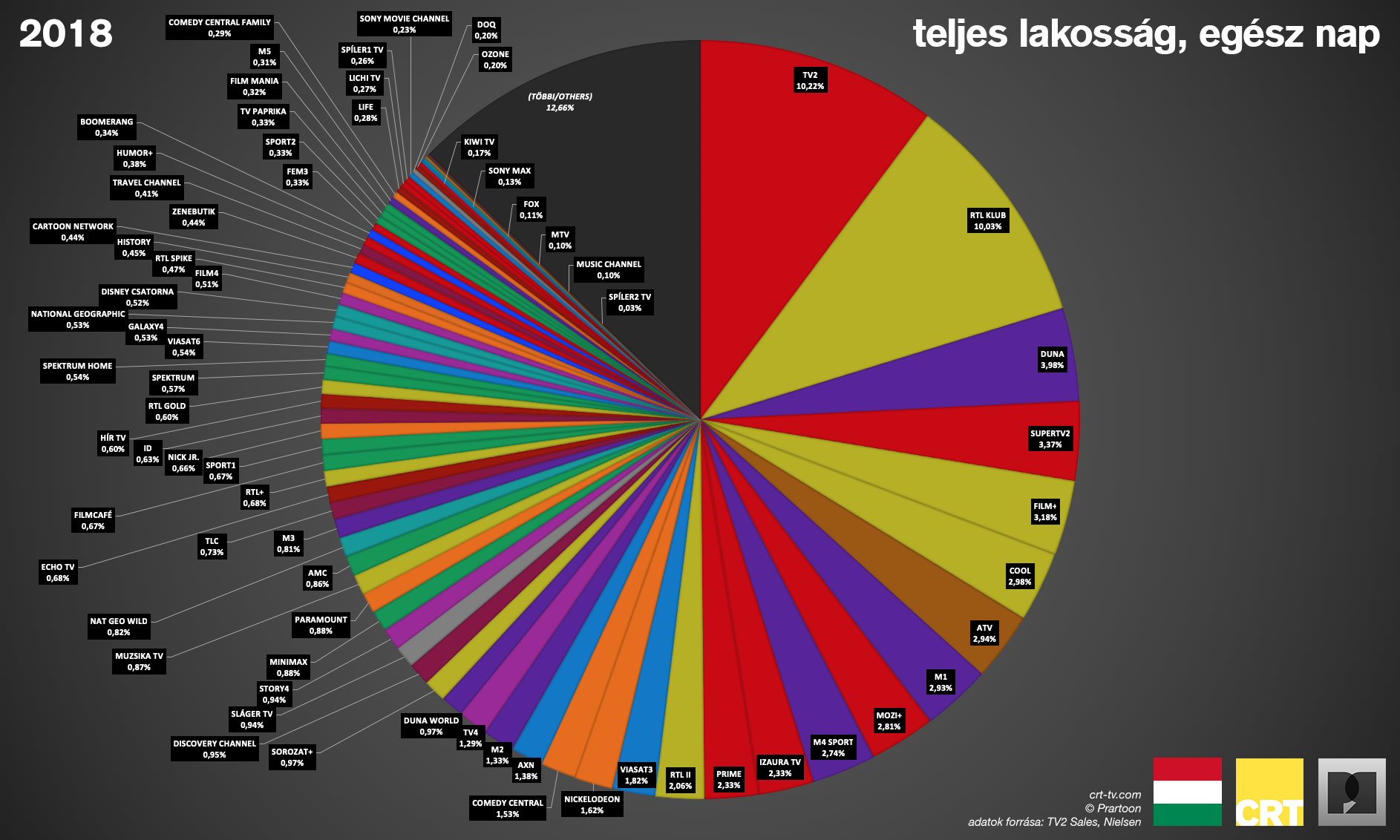
A magyar adók 2018. évi nézettsége

## TV-csatornák kategóriánként

### Közszolgálati adók
| Adó megnevezése: | Kategória:                                      | Szolgáltató:                        | Teletext-feliratozás: |
| ---------------- | ----------------------------------------------- | ----------------------------------- | --------------------- |
| Duna             | Nemzeti főadó                                   | One TV, Yettel TV, Telekom TV, stb. | 333. oldal            |
| Duna World       | Nemzetközi adó                                  | One TV, Yettel TV, Telekom TV, stb. | 555. oldal            |
| M1               | Hírcsatorna                                     | One TV, Yettel TV, Telekom TV, stb. | 111. oldal            |
| M2/Petőfi        | Gyermek és ifjúsági műsorok                     | One TV, Yettel TV, Telekom TV, stb. | 222. oldal            |
| M4 Sport         | Sportcsatorna                                   | One TV, Yettel TV, Telekom TV, stb. | 444. oldal            |
| M5               | Kulturális, oktatási, ismeretterjesztő csatorna | One TV, Yettel TV, Telekom TV, stb. | 888. oldal            |

### Kereskedelmi adók
| Adó megnevezése:         | Kategória:                         | Szolgáltató:                        | Teletext-feliratozás: |
| ------------------------ | ---------------------------------- | ----------------------------------- | --------------------- |
| RTL                      | Kereskedelmi csatorna              | One TV, Yettel TV, Telekom TV, stb. | 888. oldal            |
| TV2                      | Kereskedelmi csatorna              | One TV, Yettel TV, Telekom TV, stb. | 888. oldal            |
| HBO                      | Prémium filmcsatorna               | One TV, Yettel TV, Telekom TV, stb. | Csak Teletext-lapok   |
| Spektrum                 | Ismeretterjesztő                   | One TV, Yettel TV, Telekom TV, stb. | Csak Teletext-lapok   |
| ATV                      | Hírcsatorna                        | One TV, Yettel TV, Telekom TV, stb. | Csak Teletext-lapok   |
| Hír TV                   | Hírcsatorna                        | One TV, Yettel TV, Telekom TV, stb. | 888. oldal            |
| VIASAT3                  | Kereskedelmi csatorna              | One TV, Yettel TV, Telekom TV, stb. | Nincs                 |
| Comedy Central           | Humorcsatorna                      | One TV, Yettel TV, Telekom TV, stb. | Nincs                 |
| RTL Kettő                | Humorcsatorna                      | One TV, Yettel TV, Telekom TV, stb. | Nincs                 |
| Super TV2                | Kereskedelmi csatorna              | One TV, Yettel TV, Telekom TV, stb. | Nincs                 |
| Sláger TV                | Zenecsatorna                       | One TV, Yettel TV, Telekom TV, stb. | Nincs                 |
| Spíler TV                | Sportcsatorna                      | One TV, Yettel TV, Telekom TV, stb. | Nincs                 |
| Zenebutik                | Zenecsatorna                       | One TV, Yettel TV, Telekom TV, stb. | Nincs                 |
| Minimax                  | Gyermekcsatorna                    | One TV, Yettel TV, Telekom TV, stb. | Nincs                 |
| Izaura TV                | Telenovella-csatorna               | One TV, Yettel TV, Telekom TV, stb. | Nincs                 |
| Cartoon Network          | Gyermekcsatorna                    | One TV, Yettel TV, Telekom TV, stb. | Nincs                 |
| TV2 Comedy               | Humorcsatorna                      | One TV, Yettel TV, Telekom TV, stb. | Nincs                 |
| Prime                    | Kereskedelmi csatorna              | One TV, Yettel TV, Telekom TV, stb. | Nincs                 |
| TV2 Klub                 | Kereskedelmi csatorna              | One TV, Yettel TV, Telekom TV, stb. | Nincs                 |
| TV2 Séf                  | Gasztrocsatorna                    | One TV, Yettel TV, Telekom TV, stb. | Nincs                 |
| TV2 Kids                 | Gyermekcsatorna                    | One TV, Yettel TV, Telekom TV, stb. | Nincs                 |
| Moziverzum               | Filmcsatorna                       | One TV, Yettel TV, Telekom TV, stb. | Nincs                 |
| FIXHD (Kizárólag online) | Közérzeti csatorna                 | One TV, Yettel TV, Telekom TV, stb. | Nincs                 |
| ATV Extra                | Közérzeti csatorna                 | One TV, Yettel TV, Telekom TV, stb. | Nincs                 |
| RTL Gold                 | Kereskedelmi csatorna              | One TV, Yettel TV, Telekom TV, stb. | Nincs                 |
| VIASAT6                  | Kereskedelmi csatorna              | One TV, Yettel TV, Telekom TV, stb. | Nincs                 |
| VIASAT2                  | Nőknek szóló kereskedelmi csatorna | One TV, Yettel TV, Telekom TV, stb. | Nincs                 |
| AXN                      | Kereskedelmi csatorna              | One TV, Yettel TV, Telekom TV, stb. | 777. oldal            |

A fentebbi táblázatban, az olyan csatornákon futó szórakoztató filmek és műsorok mellett, olyan saját gyártású produkciók léteznek ott, ahol a Magyarországi stúdiók és színpadok vannak (emellett élőben is).

### Szórakoztató adók
Az olyan csatornákban külföldi gyártású sportközvetítések, tudásműsorok, gyermekmesék, zenék és prémium filmek is a külföld eredetű csatornákon találhatóak meg.
| Adó megnevezése:         | Kategória:                     | Szolgáltató:                        | Teletext-feliratozás: |
| ------------------------ | ------------------------------ | ----------------------------------- | --------------------- |
| Disney Channel           | Gyermekcsatorna                | One TV, Yettel TV, Telekom TV, stb. | Nincs                 |
| Nickelodeon              | Gyermekcsatorna                | One TV, Yettel TV, Telekom TV, stb. | Nincs                 |
| Nick Jr.                 | Gyermekcsatorna                | One TV, Yettel TV, Telekom TV, stb. | Nincs                 |
| NickToons                | Gyermekcsatorna                | One TV, Yettel TV, Telekom TV, stb. | Nincs                 |
| TeenNick                 | Tinédzsereknek szóló csatorna  | One TV, Yettel TV, Telekom TV, stb. | Nincs                 |
| Paramount Network        | Filmcsatorna                   | One TV, Yettel TV, Telekom TV, stb. | Nincs                 |
| National Geographic      | Ismeretterjesztő               | One TV, Yettel TV, Telekom TV, stb. | Nincs                 |
| National Geographic Wild | Természet és állatcsatorna     | One TV, Yettel TV, Telekom TV, stb. | Nincs                 |
| Discovery Channel        | Ismeretterjesztő               | One TV, Yettel TV, Telekom TV, stb. | Nincs                 |
| Animal Planet            | Természet és állatcsatorna     | One TV, Yettel TV, Telekom TV, stb. | Nincs                 |
| Discovery Turbo Extra    | Ismeretterjesztő               | One TV, Yettel TV, Telekom TV, stb. | Nincs                 |
| Discovery Science        | Ismeretterjesztő               | One TV, Yettel TV, Telekom TV, stb. | Nincs                 |
| TLC                      | Életmód csatorna               | One TV, Yettel TV, Telekom TV, stb. | Nincs                 |
| Investigation Discovery  | Krimicsatorna                  | One TV, Yettel TV, Telekom TV, stb. | Nincs                 |
| Viasat Explore           | Ismeretterjesztő               | One TV, Yettel TV, Telekom TV, stb. | Nincs                 |
| Viasat History           | Történelmi csatorna            | One TV, Yettel TV, Telekom TV, stb. | Nincs                 |
| Viasat Nature            | Természet és állatcsatorna     | One TV, Yettel TV, Telekom TV, stb. | Nincs                 |
| Da Vinci                 | Ismeretterjesztő               | One TV, Yettel TV, Telekom TV, stb. | Nincs                 |
| History                  | Ismeretterjesztő               | One TV, Yettel TV, Telekom TV, stb. | Nincs                 |
| Fishing and Hunting      | Horgász és vadászcsatorna      | One TV, Yettel TV, Telekom TV, stb. | Nincs                 |
| Eurosport 1              | Az Eurosport egyes csatornája  | One TV, Yettel TV, Telekom TV, stb. | Nincs                 |
| Eurosport 2              | Az Eurosport kettes csatornája | One TV, Yettel TV, Telekom TV, stb. | Nincs                 |

## A TV-csatornák ABC sorrendben
| Ábécé szerinti tartalomjegyzék                                                                           |
| --- |
| A, Á B C Cs D Dz Dzs E, É F G Gy H I, Í J K L Ly M N Ny O, Ó Ö, Ő P Q R S Sz T Ty U, Ú Ü, Ű V W X Y Z Zs |

### 0-9
| Név              |  | Profil                       | Tulajdonos                       | Megjegyzés                                                                                     |
| ---------------- |  | ---------------------------- | -------------------------------- | ---------------------------------------------------------------------------------------------- |
| 3D Horizont Plus |  | Térhatású csatorna           | Hello HD                         | A Hello HD 3D-s kísérleti televíziója volt, 2011. április 7-én indult és 2012 végén szűnt meg. |
| 3E-News          |  | Közép-európai hírcsatorna    | ?                                | 1993-ban indult körzeti televízió, műsorait regionális adók is átvették.                       |
| 4! Story TV      |  | Sztárok, pletykák, sorozatok | Digital Media and Communications | Későbbi nevei: Story TV4, Story4, TV4                                                          |

### A, Á
| Név              | Logó | Profil                                      | Tulajdonos                                                                   | Megjegyzés |
| ---------------- | ---- | ------------------------------------------- | ---------------------------------------------------------------------------- | --- |
| A+               |      | Animék és egyéb ifjúsági rajzfilmek         | Mediatech Rt. (2004–2006) Sony Pictures Television International (2006–2014) | Az Animax elődje. A Minimax-szal egy sávon működött. |
| A+ Music         |      | Kísérleti könnyűzenei adó                   | Mediatech Rt.                                                                | Az A+ egy kevésbé ismert, Magyarországra bejegyzett társadója volt. 2005. március 1. és október 25. között volt elérhető kizárólag a UPC Direct kínálatában hajnali 2 és 6 óra között.                                                                                             |
| Agro TV*         |      | Videokazettás, vidéki információs televízió | AGRO-TV-ATV Zrt.                                                             | Későbbi nevei: ATV 47, Magyar ATV, ATV. 1990 szeptemberében az MTV2 frekvenciáján indult, szombat délelőttönként. |
| Alfa TV*         |      | Általános szórakoztató                      | Modern Times Group                                                           | A Viasat 3 elődje – Budapesten az UHF 47-en fogható körzeti csatorna (1995.01.07.-2000.10.14.). |
| AMC              |      | Filmek, sorozatok                           | AMC Networks International – Central and Northern Europe                     | Az MGM utódja. |
| Animax           |      | Animék, fantasztikus filmek, sorozatok      | Sony Pictures Television International                                       | Az A+ utódja. A Minimax-szal egy sávon működött. Helyét a 2018-ban megszűnt C8 vette át. |
| Animal Planet    |      | Állatvilág, természetfilmek                 | Discovery Communications (Warner Bros. Discovery)                            | 1996. július 1-jén indult (részben) magyar szinkronnal, a Discoveryt is megelőzve. |
| A3 Televízió*    |      | Általános szórakoztató                      | Hungarian Broadcasting Corporation (HBCO)                                    | Az MSat elődje (1994.10.31.-1996.10.07.). |
| Apostol TV       |      | Templomi közvetítések, vallás               | Budapest-Gazdagréti Szent Angyalok Plébánia                                  | 2015. június 29-én indult 17:00-kor webcsatornaként. 2017. április 3-án 12:00-kor indult el rendes csatornaként a Digi-nél. Vallási műsorokat sugárzó csatorna. |
| Arena4           |      | Sport                                       | Network4 Csoport                                                             | A Network 4 sportcsatornája. Próbaadása 2020. március 30-án, a hivatalos műsor 2020. augusztus 1-jén indult. |
| ATV 47*          |      | Hírek, politika, modern vallás              | AGRO-TV-ATV Zrt.                                                             | Az Agro TV utódja, a Magyar ATV és az ATV elődje. Műsorát a helyi televíziók ATV-víkend néven vették át. |
| ATV              |      | Hírek, politika                             | AGRO-TV-ATV Zrt.                                                             | Magyarország első nem állami televízióadója. Korábbi nevei: Agro TV, ATV 47, Magyar ATV. 2019-ben indult társcsatornája, az ATV Spirit átvette a csatorna nem politikai műsorait.                                                                                                  |
| ATV Extra        |      | Hírek, politika, élő közvetítések           | AGRO-TV-ATV Zrt.                                                             | Az ATV második adója, ahol élő politikai közvetítéseket és az ATV internetes műsorait adják le lineáris formában. 2025. május 1-jén indult az ATV Spirit helyén. |
| ATV Spirit       |      | Általános szórakoztató, modern vallás       | AGRO-TV-ATV Zrt.                                                             | Az ATV általános szórakoztató csatornája, amely az ATV nem hírekkel és politikájával foglalkozó műsorait sugározza. 2019. január 8-án indult. 2025. május 1-jén felváltotta az élő politikai közvetítésekre és az ATV internetes műsorainak lineáris leadására hivatott ATV Extra. |
| Auto Motor Sport |      | Autók, motorok, dokumentumfilmek, sport     | Motor Presse TV                                                              | A Direct One kínálatában érhető el, 2014. augusztus 5. óta. |
| AXN              |      | Filmek, sorozatok                           | Sony Pictures Television International (2003-2021) Antenna Group (2021-)     | 2003. október 17-én indult. |
| AXN Black        |      | Fantasztikus filmek, sorozatok              | Sony Pictures Television International                                       | Az AXN Sci-Fi utódja. (2013.10.01.-2017.10.03.) Helyét a Sony Movie Channel vette át. |
| AXN Crime        |      | Bűnügyi sorozatok, krimik                   | Sony Pictures Television International                                       | Az AXN White elődje (2006.05.01.-2013.10.01.). |
| AXN Sci-Fi       |      | Fantasztikus filmek, sorozatok, animék      | Sony Pictures Television International                                       | Az AXN Black elődje (2006.05.01.-2013.10.01.). |
| AXN White        |      | Bűnügyi sorozatok, krimik                   | Sony Pictures Television International                                       | Az AXN Crime utódja. (2013.10.01.-2017.10.03.) Helyét a Sony Max vette át. |
| Avante           |      | Tudomány, technika                          | UPC                                                                          | A UPC férfias jellegű, részben magyar nyelvű ismeretterjesztő adója volt. 2000. augusztus 10-én indult és 2003. május 31-én szűnt meg. |

### B
| Név                                    | Logó | Profil                               | Tulajdonos                                          | Megjegyzés |
| -------------------------------------- | ---- | ------------------------------------ | --------------------------------------------------- | --- |
| Bagoly TV*                             |      | Körzeti televízió                    | ?                                                   | Az UHF 47-es frekvencián az ATV-vel és az Alfával osztott műsoridőben működött 1995.01.07.-1997.03.01. között. |
| BBC Earth                              |      | Természettudomány, utazás            | BBC                                                 | A BBC Knowledge utódja. Lényegében a BBC Four magyar adásváltozata. |
| BBC Entertainment**                    |      | Szórakozás, sorozatok                | BBC                                                 | A BBC Prime utódja. 2016. január 1-én kivonult Magyarországról. |
| BBC Knowledge                          |      | Természettudomány                    | BBC                                                 | A BBC Earth elődje. Magyarországon először a Digi vette be a kínálatába. |
| BBC Prime**                            |      | Szórakozás, sorozatok                | BBC                                                 | A BBC Entertainment elődje, 1995 óta lehetett itthon fogni. |
| Bebe TV                                |      | Mese                                 | Mega Max Media s.r.o.                               | A Duck TV elődje (2007-2010). Emberi hang nem hangzott el a legkisebbeknek szánt csatornán, azonban időnként több nyelven jelentek meg képernyőjén tájékoztató feliratok, köztük magyarul is, így magyar csatornának tekinthető. A csatorna neve csehül azt jelenti: baba. |
| Best of Music                          |      | Zene                                 | Skyble Media Zrt.                                   | A Hello HD zenés adója. 2012. december 31-én megszűnt. |
| Bocs TV* (Budapesti Objektív Csatorna) |      | Vegyes zenei, interaktív műsorok     | ?                                                   | Az UHF 26-on fogható Omega TV új neve Benkő László kiszállása után. 2000. június 1-én indult, október 14-én felváltotta a fix.tv. |
| Bonum TV                               |      | Hírek, vallás, kultúra, gasztronómia | BonumTV Közhasznú Nonprofit Társaság                | Magyarország első katolikus televíziója (ma: EWTN). |
| Boomerang                              |      | Animációs filmek, sorozatok          | Turner Broadcasting System (Warner Bros. Discovery) | A Cartoon Network társcsatornája. Helyét 2023. március 18-tól a Cartoonito vette át. |
| BP1                                    |      | Videóklipek                          | ?                                                   | 1994 áprilisának elején néhány napig vehető adó volt, amely csak videóklipeket sugárzott Hollandiában fellőve. |
| Budapest Európa Televízió              |      | Zene, ezotéria, magazinok, vallás    | SC BP Europa Televizio SRL                          | A Budapest TV utódja. Jelenleg csak online érhető el. |
| Budapest TV*                           |      | Zene, ezotéria, magazinok, vallás    | SC BP Europa Televizio SRL                          | A Budapest Európa Televízió elődje. Minden jelentős szolgáltatónál elérhető volt. |

### C
| Név                    | Logó | Profil                                                | Tulajdonos                                               | Megjegyzés |
| ---------------------- | ---- | ----------------------------------------------------- | -------------------------------------------------------- | --- |
| C8*                    |      | Általános szórakoztató                                | AMC Networks International – Central and Northern Europe | A Minimax-szal egy sávon működött. 2018. január 1-jén megszűnt a Minimax 24 órássá válása miatt. |
| Cartoon Network        |      | Animációs filmek, sorozatok                           | Turner Broadcasting System (Warner Bros. Discovery)      | Magyarország negyedikként indult gyerektévéje. |
| Cartoonito             |      | Animációs filmek, sorozatok                           | Turner Broadcasting System (Warner Bros. Discovery)      | A Boomerang helyét vette át 2023. március 18-án. |
| CBS Reality            |      | Bűnügyek, megtörtént események, valóság               | AMC Networks International – UK                          | Korábbi nevei: Zone Reality, Reality TV. 2024. január 3-án megszűnt. |
| Cherry Music           |      | Zene                                                  | Tematic Media Group                                      | A MusicMix elődje. |
| Chili TV               |      | Gasztronómia                                          | TV2 Csoport                                              | 2017-ben a TV2 Csoport pert vesztett, mert a bíróság ítélete szerint a Chili TV összetéveszthető a TV Paprikával. A csatorna új neve így LiChi TV lett. 2020 októberében TV2 Séfre nevezték át.                            |
| Cinemax                |      | Díjnyertes alkotások, nemzetközi filmek               | WarnerMedia (Warner Bros. Discovery)                     | A HBO csoport prémium csatornája. |
| Cinemax 2              |      | Művészfilmek                                          | WarnerMedia (Warner Bros. Discovery)                     | Korábban a Cinemax ismétlőcsatornája volt, 24 órás csúszással ismételte az anyacsatorna műsorait. |
| Club                   |      | Életmód, divat, lakberendezés                         | AMC Networks International – Central and Northern Europe | A Zone Club elődje. |
| Club TV                |      | Zene                                                  | ?                                                        | Romániai magyar zenecsatorna (2008.01.22.-2008.07.29.). |
| Cool TV                |      | Szórakoztató műsorok                                  | RTL Magyarország                                         | M+ néven indult, majd egyesült a Humor 1-gyel, ekkor kapta jelenlegi nevét. |
| Comedy Central         |      | Humoros, élőszereplős és animációs sorozatok, műsorok | Paramount Global                                         | Kezdetben a VH1-nal egy csatornán működött 14 és éjjel 2 óra között. Később 24 órás lett önálló csatornán. |
| Comedy Central Extra** |      | Humoros, élőszereplős és animációs sorozatok, műsorok | Paramount Global                                         | 2013 elején indult és 2017. október 3-án szűnt meg. A Comedy Central társcsatornája volt |
| Comedy Central Family  |      | Humoros, élőszereplős és animációs sorozatok, műsorok | Paramount Global                                         | 2017. október 3-án indult a VIVA helyén. 2024. július 6-án szűnt meg. A Comedy Central társcsatornája volt. |
| Csepp TV*              |      | Körzeti televízió                                     | ?                                                        | 1993-tól az AM-mikrónak köszönhetően szinte egész Pest megye foghatta. Miután kitették onnan, Csepel helyi televíziójaként működött a VHF 11-es csatornán a Csepeli víztoronyról tovább sugározva 2011-es megszüntetéséig. |

### D
| Név                          | Logó | Profil                                                             | Tulajdonos                                               | Megjegyzés |
| ---------------------------- | ---- | ------------------------------------------------------------------ | -------------------------------------------------------- | --- |
| d1 TV                        |      | Oktatás, kultúra                                                   | Domino Tv Műsorszolgáltató Zrt.                          | A Domino TV utódja. Vetélytársa az M5. |
| Da Vinci                     |      | Tudomány, technika, történelem, kézművesség, reality-k             | Da Vinci Media GmbH                                      | A Da Vinci Learning utódja. |
| Da Vinci Learning            |      | Tudomány, technika, történelem, kézművesség, reality-k             | Da Vinci Media GmbH                                      | 2007. szeptember 15-én indult. 2018 január 9-én megújult. A Da Vinci elődje. |
| Deko                         |      | Lakberendezés, kertszépítés, barkácsolás                           | AMC Networks International – Central and Northern Europe | A TV Deko utódja, a Spektrum Home elődje. |
| Digi Animal World            |      | Állatvilág, természetfilmek                                        | 4iG Nyrt. (DIGI)                                         | Magyarország és Románia közös csatornát kapott, így a feliratok kétnyelvűek voltak. A Digi kínálatában az Animal Planet-et pótolta. 2022. szeptember 1-én megszűnt magyarországi sugárzása.                                                                     |
| Digi Film                    |      | Mozifilmek                                                         | 4iG Nyrt. (DIGI)                                         | A Film Now elődje. |
| Digi Life                    |      | Életmód, gasztronómia, hobbi, kézművesség, orvostudomány.          | 4iG Nyrt. (DIGI)                                         | A Digi kinálatában a TLC-t pótolta. A Discovery női szórakoztató csatornájának visszakerülését követően elvesztette pótló szerepét. 2022. szeptember 1-én megszűnt magyarországi sugárzása.                                                                     |
| Digi World                   |      | Asztronómia, technológia, történelem, tudomány, utazás.            | 4iG Nyrt. (DIGI)                                         | A Digi kínálatában a Discovery Worldöt pótolta, amely azóta megszűnt. 2022. szeptember 1-én megszűnt magyarországi sugárzása. |
| Digi Sport                   |      | Sport                                                              | 4iG Nyrt. (DIGI)                                         | A Digi első saját csatornája, a Digi Sport 1 elődje. |
| Digi Sport 1                 |      | Sport                                                              | 4iG Nyrt. (DIGI)                                         | A Digi Sport utódja. 2022. augusztus 5-én megszűnt magyarországi sugárzása. |
| Digi Sport 2                 |      | Sport                                                              | 4iG Nyrt. (DIGI)                                         | A Digi második sportcsatornája, A Digi Sport Plus utódja. 2022. augusztus 5-én megszűnt magyarországi sugárzása. |
| Digi Sport 3                 |      | Sport                                                              | 4iG Nyrt. (DIGI)                                         | A Digi harmadik sportcsatornája. 2022. augusztus 5-én megszűnt magyarországi sugárzása. |
| Digi Sport Plus              |      | Sport                                                              | 4iG Nyrt. (DIGI)                                         | A Digi Sport 2 elődje. |
| Dikh TV*                     |      | Szórakozás                                                         | Tematic Media Group                                      | A Tematik-Kábel 2019. szeptember 2-án indult szórakoztató csatornája. Az első tematikus roma csatorna. |
| Direct One                   |      | Szórakozás                                                         | Canal+                                                   | A Direct One magáncsatornájaként indult 2021. július 12-én. |
| Discovery Channel            |      | Dokumentumfilmek, reality-k                                        | Discovery Communications (Warner Bros. Discovery)        | 2019. szeptember 16-án megújult. Magyarország elsőként indult dokumentumfilm-csatornája. |
| Discovery Civilisation       |      | Civilizáció, történelem                                            | Discovery Communications (Warner Bros. Discovery)        | A Discovery World elődje. |
| Discovery HD Showcase        |      | Tudomány, technika                                                 | Discovery Communications (Warner Bros. Discovery)        | 2010-ben indult. A Discovery Showcase HD elődje. |
| Discovery Science            |      | Tudomány, technika                                                 | Discovery Communications (Warner Bros. Discovery)        | Korábbi nevei: Discovery Sci-Trek, Discovery Science Channel. 2024. január 1-én reggel 06:00-kor megszűnt. |
| Discovery Science Channel    |      | Tudomány, technika                                                 | Discovery Communications (Warner Bros. Discovery)        | A Discovery Sci-Trek utódja, a Discovery Science elődje. |
| Discovery Sci-Trek           |      | Tudomány, technika                                                 | Discovery Communications (Warner Bros. Discovery)        | Későbbi nevei: Discovery Science Channel, Discovery Science. |
| Discovery Showcase HD        |      | Tudomány, technika                                                 | Discovery Communications (Warner Bros. Discovery)        | 2014. december 1-én megújult. A Discovery HD Showcase utódja. 2020 szilveszterén éjfélkor megszűnt. |
| Discovery Travel & Adventure |      | Kaland, utazás                                                     | Discovery Communications (Warner Bros. Discovery)        | Későbbi nevei: Discovery Travel & Living, TLC. Tematikájának mai képviselője a Viasat Explore, amely jelenleg az egyetlen kalandcsatorna. |
| Discovery Travel & Living    |      | Utazás, életmód, divat, gasztronómia, lakberendezés, szépségápolás | Discovery Communications (Warner Bros. Discovery)        | Kezdetben utazócsatorna volt, később leginkább női szórakoztató csatorna lett. A Discovery Travel & Adventure utódja, a TLC elődje. Egykori tematikájának mai képviselője az akkori riválisa, a Travel Channel.                                                 |
| Discovery Turbo Xtra         |      | Autók, motorok, dokumentumfilmek, reality-k                        | Discovery Communications (Warner Bros. Discovery)        | Alternatív neve DTX. 2024. január 1-én reggel 06:00-kor megszűnt. |
| Discovery World              |      | Asztronómia, technológia, történelem, tudomány, utazás             | Discovery Communications (Warner Bros. Discovery)        | A Discovery Civilisation utódja. 2016-ban kivonult Magyarországról. Helyét a Discovery Turbo Xtra vette át. |
| Disney Channel               |      | Családi és ifjúsági műsorok, animációs sorozatok                   | The Walt Disney Company                                  | Korábbi nevei: Fox Kids, Jetix. A magyar piacon gyakran Disney Csatornaként említik. |
| Disney Junior                |      | Animációs filmek, gyermekműsorok                                   | The Walt Disney Company                                  | 2011 júniusában indult az anyacsatornán műsorblokként. 2015. július 1-én önálló csatornára került, amely 2017. december 5-én kivonult Magyarországról, mivel elérhetősége meglehetősen csekély volt.                                                            |
| Domino TV                    |      | Vetélkedők                                                         | Domino Tv Műsorszolgáltató Zrt.                          | A d1 TV elődje. Tematikáját részben 2017-2019-ig az RTL Gold képviselte. |
| DoQ                          |      | Életmód, élővilág, tudomány                                        | Tematic Media Group                                      | 2019. március 31-én megszűnt. |
| DragonHall TV*               |      | Animék és rajzfilmek                                               | DragonHall+                                              | Az Animax „szellemi utódja”, egy ingyenesen nézhető online csatorna. 2019. szeptember 9-től érhető el folyamatosan. |
| Duck TV                      |      | Mese                                                               | Mega Max Media s.r.o.                                    | Emberi hang az utód csatornához hasonlóan sem hangzik el a legkisebbeknek szánt csatornán, azonban időnként több nyelven jelennek meg képernyőjén tájékoztató feliratok, köztük magyarul is, így magyar csatornának tekinthető.                                 |
| Duna*                        |      | Nemzeti főadó                                                      | Duna Médiaszolgáltató Zrt.                               | Magyarország nemzeti főadója. 2015. március 15-e előtt kulturális adó, a szórványmagyarság csatornája volt. Magyarország elsőként indult műholdas csatornája, 1992. december 24-én indult, előtte tíznapos kísérleti adást folytatott le a Movi szakembereivel. |
| Duna 2*                      |      | Kultúra, művészet                                                  | Duna Médiaszolgáltató Zrt.                               | A Duna II Autonómia utódja, a Duna World elődje. |
| Duna II Autonómia*           |      | Kisebbségekkel foglalkozó csatorna                                 | Duna Médiaszolgáltató Zrt.                               | Későbbi nevei: Duna 2, Duna World. |
| Duna World*                  |      | Nemzetközi                                                         | Duna Médiaszolgáltató Zrt.                               | Korábbi nevei: Duna II Autonómia, Duna 2. |

### E, É
| Név            | Logó | Profil                              | Tulajdonos                                                                      | Megjegyzés |
| -------------- | ---- | ----------------------------------- | ------------------------------------------------------------------------------- | --- |
| Е!             |      | Szórakozás                          | NBC Universal                                                                   | Magyarországon 2013 januárjában indult. A Universal Channel 2016-os megszűnése óta az NBC Universal egyetlen Magyarországon elérhető csatornája. |
| Echo TV        |      | Üzlet, politika, hírek              | Közép-Európai Sajtó és Média Alapítvány                                         | 2005. szeptember 15-én indult. 2017. december 4-én teljesen megújult és átállt a 16:9-es képarányra. 2019. április 1-én megszűnt és összeolvadt a Hír TV-vel, utóbbi csatorna nevét megőrizve. 2019. szeptember 30-án az Echo Hungária TV Zrt. beleolvadt a Hír TV Zrt.-be. |
| Epic Drama     |      | Történelmi sorozatok, szappanoperák | Viasat World                                                                    | A Viasat History-n indult Viasat Epic műsorblokként, viszont 2017. december 14-től önálló csatornaként sugároz tovább. |
| Erdély TV      |      | Kultura, dokumentumfilmek           | Janovics Jenő Alapítvány                                                        | Magyarországon is fogható erdélyi magyar televízió. Vetélytársa részben az M5. |
| Europa Europa  |      | Európai művészfilmek                | AMC Networks International – Central and Northern Europe                        | A Zone Europa elődje. |
| Eurosport      |      | Sport                               | TF1 Group (1991-2015) Discovery Communications (Warner Bros. Discovery) (2015-) | Az Eurosport 1 elődje. |
| Eurosport 1    |      | Sport                               | Discovery Communications (Warner Bros. Discovery)                               | Az Eurosport utódja. |
| Eurosport 2    |      | Sport                               | TF1 Group (2005-2015) Discovery Communications (Warner Bros. Discovery) (2015-) | 2005. január 10-én indult. Magyar hangsávot 2007. július 1-én kapott. |
| Eurosport 4K   |      | Sport                               | Discovery Communications (Warner Bros. Discovery)                               | Az Eurosport 4K-s adásváltozata. Magyarországra 2021. március 23-án érkezett meg, mint az első UHD televízió (a Love Nature-rel holtversenyben). |
| Euronews       |      | Hírek                               | Alpac Capital S.A.                                                              | 2009. augusztus 28-án kezdte meg tesztadását. 2013. május 30-tól magyar nyelven sugároz. |
| Explore Xtra   |      | Ismeretterjesztés                   | Viasat World                                                                    | A Viasat Explore testvércsatornája. 2016. augusztus 23-án indult a Universal Channel helyén. |
| Extreme Sports |      | Extrém sportok                      | AMC Networks International – UK                                                 | Jelenleg a „nagyok” közül csak a Direct One-nál vehető. |
| EWTN           |      | Katolikus televízióhálózat          | Eternal Word Television Network, Inc.                                           | A Bonum TV csatlakozása után felvette a hálózat nevét 2018. augusztus 5-én. |

### F
| Név               | Logó | Profil                                      | Tulajdonos                                               | Megjegyzés |
| ----------------- | ---- | ------------------------------------------- | -------------------------------------------------------- | --- |
| F+                |      | Filmek                                      | RTL Magyarország                                         | A Film+ elődje. Az RTL Klubhoz köthető IKO első fizetős csatornája volt. |
| Fény TV           |      | Zene                                        | ?                                                        | Romániai magyar televízió (2007.06.15.-2008.07.28.). |
| FEM3*             |      | Életmód, gasztronómia, szórakozás           | TV2 Csoport                                              | 2010-ben indult. 2016-ban új frekvenciára költözött, régi helyén a PRIME fogható. A TV2 Klub elődje. |
| FEM TV            |      |                                             | TV2 Csoport                                              | |
| Film+             |      | Filmek                                      | RTL Magyarország                                         | Az F+ utódja. A Mozi+ vetélytársa |
| Film+ 2           |      | Filmek                                      | RTL Magyarország                                         | 2008. április 2-án indult. Helyét 2017. július 3-ától az RTL Gold vette át. A néhai csatorna tematikájának mai képviselője a Film4 és annak társcsatornája, a Story4. |
| Film4             |      | Filmek                                      | Network4 Csoport                                         | 2018. április 30-án indult. |
| FilmBox           |      | Filmek                                      | SPI International                                        | 2010. október 14-én indult Magyarországon. |
| FilmBox Extra     |      | Filmek                                      | SPI International                                        | 2015. január 5-én szűnt meg. A FilmBox Premium elődje. |
| FilmBox Extra 1   |      | Filmek                                      | SPI International                                        | 2014. január 20-összeolvadt a FilmBox Plusszal. |
| FilmBox Extra HD  |      | Filmek                                      | SPI International                                        | 2015. szeptember 20-án indult. A FilmBox HD utódja. |
| FilmBox Family    |      | Családi filmek                              | SPI International                                        | 2010. május 1-jétől elérhető Magyarországon. |
| FilmBox HD        |      | Filmek                                      | SPI International                                        | 2008. március 1-jén az első magyar nyelvű HD adásként indult, A FilmBox Extra HD elődje. Nem a FilmBox simulcast adása volt, attól eltérő programot közvetített! A jelenlegi FilmBox Extra HD sem az egykori FilmBox Extra jogutódának, a FilmBox Premiumnak a simulcast adása! |
| FilmBox Plus      |      | Filmek, sorozatok                           | SPI International                                        | 2014. január 20-án összeolvadt a FilmBox Extra 1-gyel, de ezen a néven működött 2020-ig. A FilmBox Stars elődje. |
| FilmBox Premium   |      | Filmek                                      | SPI International                                        | 2015. január 5-én indult. A FilmBox Extra utódja. |
| FilmBox Stars     |      | Filmek, sorozatok                           | SPI International                                        | A FilmBox Plus utódja. 2020. szeptember 1-én indult. |
| Filmcafé          |      | Filmek, sorozatok, romantika, misztikum     | AMC Networks International – Central and Northern Europe | Korábbi nevei: Romantica, Zone Romantica. |
| Film Mania        |      | Filmek                                      | AMC Networks International – Central and Northern Europe | A Filmmúzeum utódja. |
| Filmmúzeum        |      | Régi filmek, sorozatok, dokumentumfilmek    | AMC Networks International – Central and Northern Europe | A Film Mania elődje. Tematikájának egy részét (magyar filmek a filmtörténet különböző korszakaiból) a Magyar Mozi TV viszi tovább. |
| FilmNet           |      | Filmek, sorozatok                           | AMC Networks International – Central and Northern Europe | 1995 őszétől 1997. március 30-ig sugárzott magyar nyelven. Az akkori Chello csatornája volt. |
| Film Now          |      | Filmek                                      | 4iG Nyrt. (DIGI)                                         | A DIGI saját prémium filmcsatornája volt, mely havi 300 Ft-ért volt érhető el a DIGI előfizetőinek. A Digi Film utódja. 2022. szeptember 1-én megszűnt magyarországi sugárzása.                                                                                                 |
| Fine Living       |      | Életmód, divat, gasztronómia, lakberendezés | Discovery Communications (Warner Bros. Discovery)        | 2020 szilveszterén éjfélkor megszűnt. |
| Fit TV            |      | Fitnesz, testedzés                          | Fit HD Media Group                                       | Kisebb szolgáltatóknál és online vehető. |
| FixHD             |      | Informatika, beszélgetős műsorok            | Progetto Média Kft.                                      | A Fix.tv HD-felbontású utódja, mely inkább közösségi adó. 2023. augusztus 1-én megszűnt. |
| Fix.tv*           |      | Informatika, számrendszerek                 | ?                                                        | Az Omega TV utódja, Budapesten és környékén az UHF 26-os csatornán sugárzott, a FixHD elődje. |
| Fishing & Hunting |      | Horgászat, vadászat                         | Tematic Media Group                                      | 2014-ben összeolvadt a PV TV-vel, de ezen a néven működik tovább. Az összeolvadás óta az egyetlen horgászcsatorna Magyarországon. |
| Food Network      |      | Életmód, gasztronómia                       | Discovery Communications (Warner Bros. Discovery)        | 2015. január 15. óta vehető magyarul. |
| Fox               |      | Filmek, sorozatok, gasztronómia             | Fox Broadcasting Company (The Walt Disney Company)       | 2018. április 30-án megszűnt. Helyét egyes szolgáltatóknál az eltérő tulajdonosú Film4 vette át. |
| Fox Kids          |      | Animációs filmek és sorozatok               | Fox Broadcasting Company (The Walt Disney Company)       | Későbbi nevei: Jetix, Disney Channel. (2000.09.01.-2004.12.31.) |
| Főnix Televízió*  |      | Körzeti kulturális televízió                | ?                                                        | 1997-től kísérleti jelleggel, élesben 2000. augusztus 20-án indult AM-mikrón. Földi digitális sugárzásban a főváros környékén a mai napig vehető az UHF 31-es csatornán. Nem összekeverendő a tiszafüredi helyi televízióval!                                                   |

### G
| Név        | Logó | Profil                           | Tulajdonos       | Megjegyzés |
| ---------- | ---- | -------------------------------- | ---------------- | --- |
| Galaxia TV |      | Könnyűzene                       | ?                | Magyar nyelvű romániai könnyűzenei televízió (2007.06.15.-2008.07.28.) |
| GALAXY     |      | Filmek, sorozatok, krimik        | Network4 Csoport | A Galaxy4 elődje. 2015. január 12-én indult. |
| Galaxy4    |      | Filmek, sorozatok, krimik        | Network4 Csoport | A Galaxy utódja 2018. április 30-tól. |
| Game One   |      | Tudományok, informatika, játékok | Paramount Global | A néhai ITV elődje. A Minimax-szal egy sávon működött. 2001. augusztus 27-én megszűnt. Magyarország elsőként indult videójátékokkal és számítástechnikával foglalkozó csatornája volt, megelőzve a fix.tv-t. |

### H
| Név               | Logó | Profil                             | Tulajdonos                                                                                 | Megjegyzés |
| ----------------- | ---- | ---------------------------------- | ------------------------------------------------------------------------------------------ | --- |
| HBO               |      | Mozifilmek, saját gyártású műsorok | Warner Bros. Discovery                                                                     | Az első magyarországi prémium filmcsatorna. 1991. szeptember 28-i indulását Koltai Róbert harangozta be. |
| HBO 2             |      | Mozifilmek, saját gyártású műsorok | Warner Bros. Discovery                                                                     | 2003. szeptember 1-jén indult. Az HBO második prémium filmcsatornája. |
| HBO 3             |      | Mozifilmek, saját gyártású műsorok | Warner Bros. Discovery                                                                     | Az HBO harmadik prémium filmcsatornája. Az HBO Comedy utódja. |
| HBO Comedy        |      | Vígjátékfilmek és -sorozatok       | Warner Bros. Discovery                                                                     | Az HBO 3 elődje (2007.09.01.-2016.03.21.). |
| Hallmark Channel  |      | Filmek, sorozatok                  | Crown Media Ltd. (1998-2005) Sparrowhawk Media Group (1998-2007) NBC Universal (2007-2016) | A néhai Universal Channel elődje (1998.09.29.-2010.09.03.). Az Egyesült Államokban még ezen a néven működik a Crown Media Ltd. üzemeltetésében. |
| Hálózat TV        |      | Filmek, sorozatok, magazinok       | Hálózatos TV Zrt.                                                                          | Műsora egy részét az erre szerződött helyi csatornák is átvették. (2002.06.01.-2013.01.10.) |
| Happy End TV*     |      | Általános szórakoztató             | ?                                                                                          | Budapest környékén a mikrohullámon volt vehető (1994.02.05.-1996.06.29.). |
| Hatoscsatorna     |      | Közösségi televízió                | LP Média Kft.                                                                              | 2011. szeptember 1-jén indult, a Magyar Telekom, a Vodafone, a Digi és számos terjesztő kínálatában megtalálható, 24 órában sugárzó, magántulajdonban lévő televízió. 2025. május 1-jén felváltotta a Neshama TV.                                                  |
| Heti TV           |      | Közösségi televízió                | BREUER PRESS PRODUCTION Tanácsadó/Kulturális és Szolgáltató Kft.                           | 2016. december 1-én indult a UPC, a Digi és a MinDig TV Extra kínálatában. |
| HGTV              |      | Barkácsolás, kertészet             | Discovery Communications (Warner Bros. Discovery)                                          | A TLC-n indult műsorblokként, 2020 januárjától önálló csatornaként működik. Jelenleg csak a Digi és az Invitel kínálatában érhető el, március 30-tól részben magyar szinkronnal.                                                                                   |
| Hír TV            |      | Hírek, politika                    | Közép-Európai Sajtó és Média Alapítvány                                                    | Magyarország első 24 órás hírtelevíziója. 2003. január 2-án indult. 2019. április 1-én összeolvadt az Echo TV-vel, az eredeti néven működik tovább. |
| History           |      | Reality-k                          | A+E Networks                                                                               | 2008-ban került magyar hangsáv a csatornára, akkor még történelmi dokumentumfilmeket vetített. Mára nevével ellentétben realitycsatornaként működik. |
| History 2         |      | Dokumentum-filmek                  | A+E Networks                                                                               | A History második csatornája. 2020. január 7-én indult Magyarországon. 2021. január 4-én megszűnt. |
| HungaroSport      |      | Magyar labdarúgó-közvetítések      | MLSZ                                                                                       | Az MLSZ saját tulajdonú csatornája, amely sugárzásidíj-tartozás miatt szűnt meg (1999.02.27.-1999.09.01.). Tematikájának mai képviselője az M4 Sport. |
| Hungary Sport*    |      | Magyar labdarúgó-közvetítések      | MLSZ                                                                                       | 1998. november 6-án indult, miután az MLSZ nem tudta a meglévő értékesíteni a piacon az NB I közvetítési jogait. 1999-ben a Hungarosport váltotta fel, változás tulajdonképpen csak a szövetség összetételében és a cég mögött álló befektető személyében történt. |
| Humor 1           |      | Filmek, sorozatok, humor           | Sport TV                                                                                   | Az M+-szal egyesülve jelenlegi neve Cool TV. Tematikájának mai képviselői a TV2 Comedy és a Comedy Central. |
| Humor+            |      | Filmek, sorozatok, humor           | TV2 Csoport                                                                                | 2016. október 30-án indult. A TV2 Comedy elődje. |
| H!T Music Channel |      | Zene                               | 4iG Nyrt. (DIGI)                                                                           | A Digi hálózatán egy ideig a VIVA-t pótolta. A Viacom zeneadójának visszakerülését követően elvesztette pótló szerepét. 2022. szeptember 1-én megszűnt. |
| HTV-30*           |      | Mozicsatorna                       | ?                                                                                          | A ’90-es évek derekán AM-mikrón volt fogható, filmjeire számos helyi tévé is rákapcsolódott. |

### I, Í
| Név                     | Logó | Profil                                      | Tulajdonos                                        | Megjegyzés |
| ----------------------- | ---- | ------------------------------------------- | ------------------------------------------------- | --- |
| ID                      |      | Bűnügyi műsorok                             | Discovery Communications (Warner Bros. Discovery) | Az Investigation Discovery utódja. |
| ID Xtra                 |      | Nőknek szóló valóságshow-k, bűnügyi műsorok | Discovery Communications (Warner Bros. Discovery) | 2017. október 31-én megszűnt. Helyét a 2016 elején már megszüntetett Investigation Discovery vette át.                                                   |
| Investigation Discovery |      | Bűnügyi műsorok                             | Discovery Communications (Warner Bros. Discovery) | 2016. januárjában kivonult Magyarországról. 2017-ben visszatért az ID Xtra jogutódaként. 2020-as megújulásától fogva az új neve egyszerűen ID.           |
| Írisz TV                |      | Életmód, gasztronómia, szórakoztató műsorok | TV2 Csoport                                       | A Zone Clubbal egy sávon működött főműsoridőben. A TV2 első fizetős csatornája volt. Tematikáját napjainkban a szintén a TV2-höz tartozó FEM3 képviseli. |
| ITV                     |      | Tudomány, informatika, játékok              | ?                                                 | A Game One utódja. A Minimax-szal egy sávon működő kísérleti adás volt (2001.08.27-2003.02.09.).                                                         |
| Izaura TV*              |      | Sorozatok, szappanoperák                    | TV2 Csoport                                       | A Story4 vetélytársa. 2016. augusztus 14-én indult. |

### J
| Név      | Logó | Profil                                | Tulajdonos                                               | Megjegyzés |
| -------- | ---- | ------------------------------------- | -------------------------------------------------------- | --- |
| Jazz TV  |      | Jazz zene                             | Jazz Televízió Kft.                                      | Magyarország első dzsessz zenei csatornája. 2022 május 1-jén indult. |
| Jetix    |      | (Főleg animációs) filmek és sorozatok | The Walt Disney Company                                  | A Fox Kids utódja, a Disney Channel elődje |
| JimJam   |      | Animációs filmek, gyermekműsorok      | AMC Networks International – Central and Northern Europe | 2020. január 1-én kivált az európai adásból. Néhány szolgáltatónál a megszűnt Megamax helyén sugároz. Házon belüli vetélytársa a Minimax. 2007 novemberében indult itthon. |
| Jocky TV |      | Retro műsorok, ismétlések             | TV2 Csoport                                              | A TV2 csoport klasszikus sorozatokat sugárzó csatornája. 2019. február 17-én indult, reggel 8 órakor. |
| Joker TV |      | Vetélkedők, labdarúgás                | Joker TV Rt.                                             | 1998-ban mindössze 34 napot üzemelt. Október 17-én az ORTT tudta nélkül indult el, betelefonálós műsorokat és NB I-es meccseket sugárzott, az Antenna Hungária az engedély hiányában november 19-én lekapcsolta. A sugárzási engedélyt visszamenőleg megszerezték, de már nem startoltak el újra. |

### K
| Név        | Logó | Profil                           | Tulajdonos                                                       | Megjegyzés |
| ---------- | ---- | -------------------------------- | ---------------------------------------------------------------- | --- |
| Karma TV   |      | Ezotéria                         | ?                                                                | A UPC, Direct One és a Digi kínálatában kódolatlanul volt fogható nagyjából 2012 februárjától 2013. február 23-ig, amikor váratlanul lekapcsolták a Thor 6 műholdról, ezzel végleg leállt.              |
| Krimi+     |      | Krimik                           | RTL Magyarország                                                 | Eredetileg a csatorna krimisorozatokat, illetve filmeket sugárzott volna, de az indulását elvetették.                                                                                                   |
| KidsCo     |      | Animációs filmek                 | NBC Universal (51%) Corus Entertainment (43,8%) DHX Media (7,2%) | 2007. szeptember 7-én indult a magyar hangsáv. 2013. december 31-én vonult ki Magyarországról, majd később világszerte megszűnt.                                                                        |
| Kiwi TV    |      | Animációs filmek, gyermekműsorok | TV2 Csoport                                                      | A Minimax, a Nick Jr. és a JimJam vetélytársa. A TV2 Kids elődje. |
| Kölyökklub |      | Animációs filmek, gyermekműsorok | RTL Magyarország                                                 | Az RTL új gyerekcsatornája, mely a név alapján a hétvégén reggel leadott Kölyökklub nevezetű rajzfilmblokk kiterjesztése. 2023. december 15-én indult, közvetlen konkurenciája a TV2 Kids és a Minimax. |

### L
| Név          | Logó | Profil               | Tulajdonos                                               | Megjegyzés |
| ------------ | ---- | -------------------- | -------------------------------------------------------- | --- |
| Le Cinema    |      | Európai művészfilmek | AMC Networks International – Central and Northern Europe | A Wizja Le Cinema utódja, Az Europa Europa és a Zone Europa elődje. |
| LiChi TV     |      | Gasztronómia         | TV2 Csoport                                              | A Chili TV utódja, amely védjegybitorlás miatt pert vesztett, ezért kellett nevet váltania. A TV2 Séf elődje.                                                                             |
| Life Network |      | Életmód              | Media Vivantis Zrt.                                      | 2017. május 1-én megújult. A LifeTV elődje. |
| LifeTV       |      | Életmód, valóság     | Progress Média Hungary Kft.                              | A Life Network utódja. 2019. október 14-én 2 év után megújult. |
| Love Nature  |      | Természetfilm        | Blue Ant Media                                           | Magyarországra – a Telekomhoz – 2021. március 23-án érkezett meg, mint az első UHD televízió (az Eurosport 4K-val holtversenyben). Alacsonyabb képminőségben több szolgáltatónál fogható. |

### M
| Név                | Logó | Profil                                                                         | Tulajdonos | Megjegyzés |
| ------------------ | ---- | ------------------------------------------------------------------------------ | --- | --- |
| M1*                |      | Hírek, politika                                                                | Duna Médiaszolgáltató Zrt.                                                                                    | Az első magyar televíziós csatorna, 1957. május 1-jén indult. Korábban általános közszolgálati adó volt, 2015. március 15-től hírcsatornává vált. A nemzeti főadó szerepét a Duna vette át. Korábbi nevei: mtv, TV1, MTV-1 |
| M2*                |      | Klasszikus rajzfilmek, animációs sorozatok, ifjúsági műsorok, dokumentumfilmek | Duna Médiaszolgáltató Zrt.                                                                                    | Korábban általános közszolgálati és kulturális/ismeretterjesztő adó. 2012-ben gyerekcsatornává alakult. |
| M2 Petőfi*         |      | Ifjúsági műsorok                                                               | Duna Médiaszolgáltató Zrt.                                                                                    | Az M2 esti műsorsávja. 2015. március 15-én indult. |
| M3                 |      | Retro műsorok, archív tartalmak                                                | Duna Médiaszolgáltató Zrt.                                                                                    | Az egyetlen fizetős közszolgálati csatorna. 2019. április 30-án megszűnt, május 1-től internetes csatornaként működik tovább, ugyanúgy archív tartalmakkal. |
| M3D                |      | 3D felbontású műsorok                                                          | Duna Médiaszolgáltató Zrt.                                                                                    | Magyarország első, kísérleti 3D tévéadója. A Digi kivételével minden jelentősebb szolgáltatónál elérhető volt a 2012-es olimpia végéig. |
| M4K                |      |                                                                                | Duna Médiaszolgáltató Zrt.                                                                                    | |
| M4 Sport*          |      | Sport                                                                          | Duna Médiaszolgáltató Zrt.                                                                                    | 2015. július 18-án indult. |
| M4 Sport+*         |      | Sport                                                                          | Duna Médiaszolgáltató Zrt.                                                                                    | Az M4 Sport magyar érdekeltségű eseményeket sugárzó csatornája. 2020. szeptember 12-én indult. A Duna World helyén érhető el hétvégén 14 és 22 óra között. |
| M5*                |      | Oktatás, kultúra, ismeretterjesztés                                            | Duna Médiaszolgáltató Zrt.                                                                                    | 2016. augusztus 1-én indult az olimpia és paralimpia sugárzásával. Az év szeptembere közepén vette fel végleges tematikáját. |
| M6                 |      |                                                                                | Duna Médiaszolgáltató Zrt.                                                                                    | A Duna Médiaszolgáltató elvetett terve |
| Magyar ATV         |      | Hírek, politika                                                                | AGRO-TV-ATV Zrt.                                                                                              | Az Agro TV és az ATV 47 utódja, az ATV elődje. |
| Match4             |      | Sport                                                                          | Network4 | Az Arena4 testvéradója, a Digi Sport szellemi örököse |
| Max4*              |      | Filmek, sorozatok, magazinok                                                   | Network4 | A Network4 csoport női szórakoztató csatornája. 2022. december 30-án indult teszt jelleggel. A hivatalos adás 2023. február 1-jén indult. |
| Magyar Mozi TV     |      | Magyar filmek, sorozatok, színházi közvetítések, dokumentumfilmek, reality-k   | Tematic Media Group                                                                                           | A Magyar Mozi TV Broadcasting Kft. Tematic Media Group által megtámogatott új csatornája. 2023. március 1-én 13:00-kor indult. A Filmmúzeum szellemi örököse. |
| Megamax            |      | Animációs és élőszereplős sorozatok                                            | AMC Networks International – Central and Northern Europe                                                      | A néhai Zone Clubbal egy sávon indult 2011-ben. 2020. január 1-én reggel 6 órakor megszűnt. |
| Meteo TV           |      | Időjárás-jelentés                                                              | Meteo TV Zrt.                                                                                                 | 2012.10.01.-2015.04.02. |
| MGM Television     |      | Filmek                                                                         | AMC Networks International – Central and Northern Europe                                                      | Az AMC elődje (2006.10.26.-2014.11.05.). |
| Minimax            |      | Animációs filmek, gyermekműsorok                                               | Canal+ (1999-2003) Mediatech Rt. (2003-2007) AMC Networks International – Central and Northern Europe (2007-) | 1999. december 6-án indult. Rengeteg csatornával kellett megosztania a műsoridejét és 6-tól 20 óráig sugárzott. Az utolsó ilyen csatorna a C8 volt ami 2018. január 1-én szűnt meg. Ezzel a csatorna 24 órás lett. Magyarország elsőként indult magyar nyelven sugárzó gyerektévéje.                                                          |
| Movies 24          |      | Filmek                                                                         | NBC Universal                                                                                                 | 2007.12.12.-2011.12.30. |
| Msat*              |      | Általános szórakoztató                                                         | Hungarian Broadcasting Corporation (HBCO)                                                                     | Az A3 utódja. 1999. október 5-én megszűnt, mivel tulajdonosa nem fizette ki a sugárzási díjat. Megszűnése után nem sokkal önálló csatornákon jelentek meg programblokkjai, a Nickelodeon és (másodszor) a MusicBox. Később a MusicBox is megszűnt, de a Nickelodeon a népszerűségének köszönhetően jelenleg is üzemel.                        |
| Mozaik TV          |      | Többnyelvű kulturális televízió                                                | Magyar Mozi- és Videófilmgyár                                                                                 | A Movi utolsó vállalkozása, amellyel megpróbálták megmenteni a gyárat a csődtől. A kísérleti adás magyar és angol nyelven felváltva, AM-mikrón és műholdon volt vehető (1993.03.18.-1993.03.28.). A gyár nem sokkal később megszűnt, a munkatársak átmentek a Dunához, amelynek felépítésében több alkalmazott részt vett egy évvel korábban. |
| Mozi+              |      | Filmek                                                                         | TV2 Csoport                                                                                                   | A PRO4 helyét vette át 2016. július 11-én. |
| Moziverzum         |      | Filmek                                                                         | TV2 Csoport                                                                                                   | A TV2 Csoport második filmcsatornája. 2019. február 17-én, 19 órakor indult. |
| Moziklub           |      | Filmek                                                                         | RTL Magyarország                                                                                              | Az RTL harmadik filmcsatornája a Film+ és az RTL Három mellett. 2023. december 15-én indult. |
| Music Channel      |      | Könnyűzene                                                                     | 4iG Nyrt. (DIGI)                                                                                              | A Digi kinálatában az MTV-t pótolta. 2010. január 8-án rögtön HD-ben indult. 2022. szeptember 1-én megszűnt. |
| MusicBox Budapest* |      | Könnyűzene                                                                     | BOX TV Rt. | 1999.11.12.-2000.08.23., 2000.12.10.-2003.01.01. között két szakaszban üzemelő 24 órás zenés kívánságműsor. Mikrohullámon és a Matávkábel hálózatán is fogható volt. Nappal mainstream, 23-05 óra között rétegzenéket adtak le. |
| MusicMax           |      | Könnyűzene                                                                     | Tematic Media Group                                                                                           | A MusicMix elődje. |
| MusicMax Adult     |      | Erotika                                                                        | Tematic Media Group                                                                                           | A MusicMix SuperOne elődje. |
| MusicMix           |      | Interaktív zenei adó                                                           | Tematic Media Group                                                                                           | A Musicmix Super One-nal egy sávon működött. Korábbi nevei: MusicMax, Cherry Music, Super 1 Music. |
| Musicmix SuperOne  |      | Erotika                                                                        | Tematic Media Group                                                                                           | A MusicMix-el egy sávon működött. Korábbi nevei: Super 1, MusicMax Adult |
| MusicPlus          |      | Zene                                                                           | Skyble Media Zrt.                                                                                             | A Hello HD zeneadója. 2011. februárjában indult. Szűk két évvel később, 2012. december 31-én megszűnt, akárcsak társa, a Best Of Music. 2019 áprilisában újraindult. |
| Mulatós TV         |      | Zene                                                                           | ? | Romániai, a magyar, szerb és román közönségnek szánt zenetévé (2007.12.09.-2008.07.29.). |
| Muzsika TV         |      | Könnyűzene, mulatós                                                            | RTL Magyarország                                                                                              | 2009. november 6-án indult. Vetélytársa a Sláger TV, részben a zenei tematikáját ma a Dikh TV veszi át. |
| MTV*               |      |                                                                                | Magyar Televízió                                                                                              | Az MTV1 utódja, az M1 elődje. |
| MTV1*              |      | A MTV utódja, a TV1 elődje.                                                    | Magyar Televízió                                                                                              | |
| MTV2*              |      | A TV2 utódja, az M2 elődje.                                                    | Magyar Televízió                                                                                              | |
| MTV Parlament      |      |                                                                                | Duna Médiaszolgáltató Zrt.                                                                                    | |
| MTV Plusz          |      | Általános közszolgálati adó                                                    | Magyar Televízió                                                                                              | |
| MTV Európa         |      | Zene, valóság                                                                  | Paramount Global                                                                                              | 03:25-tól vagy 03:30-tól a reggeli órákig (9,10,11 óra) zenét sugároz, a fennmaradó időben valóságshow-kat. |
| MTV Magyarország   |      | Zene, valóság                                                                  | Paramount Global                                                                                              | Eredetileg 24 órás műsoridővel indult 2007-ben, és 2013-ban szűnt meg. 2017. október 3-án újraindult.. 17:00-tól 21:00-ig sugárzott. 2022. április 1-én ismét megszűnt. |
| M+                 |      | Filmek, sorozatok                                                              | RTL Magyarország                                                                                              | 2003-ban indult, 2004 szeptemberétől Cool TV néven sugároz. Egy sávon működött a Minimax-szal, átnevezésekor önálló lett, de az osztozás is megmaradt az A+ indulásáig. |

### N
| Név                         | Logó | Profil                               | Tulajdonos                                         | Megjegyzés |
| --------------------------- | ---- | ------------------------------------ | -------------------------------------------------- | --- |
| Nat Geo Wild                |      | Természetfilmek, állatvilág          | Fox Broadcasting Company (The Walt Disney Company) | A National Geographic Wild elődje.                                                                                                   |
| National Geographic Wild    |      | Természetfilmek, állatvilág          | Fox Broadcasting Company (The Walt Disney Company) | A Nat Geo Wild utódja. 2019-ig rövidítve használta a National Geographic védjegyét.                                                  |
| National Geographic Channel |      | Reality-k, természetfilmek, tudomány | Fox Broadcasting Company (The Walt Disney Company) | |
| Neshama TV                  |      | Közösségi televízió                  | LP Média Kft.                                      | 2025. május 1-jén indult a Hatoscsatorna helyén.                                                                                     |
| Nickelodeon                 |      | Animációs- és ifjúsági műsorok       | Paramount Global                                   | Eredetileg műsorblokk volt a Msat-on. 2000-ben önálló csatornává vált a Msat megszűnése miatt.                                       |
| Nick Jr.                    |      | Animációs műsorok                    | Paramount Global                                   | A Nickelodeon óvodásoknak szánt társcsatornája. 2012. január 1-jén indult.                                                           |
| Nicktoons                   |      | Animációs műsorok                    | Paramount Global                                   | A Nickelodeon második társcsatornája, amely a Nickelodeon összes rajzfilmjét sugározza. A csatornát csak Toons-ként emlegetik benne. |
| Nóta TV                     |      | Mulatós zene, magyar nóta            | Tematic Media Group                                | A Sláger TV elődje. |

### O, Ó
| Név           | Logó | Profil                                 | Tulajdonos                  | Megjegyzés |
| ------------- | ---- | -------------------------------------- | --------------------------- | --- |
| Omega TV*     |      | Körzeti televízió                      | Omega Rt.                   | 1999. július 8-án indult Budapesten az UHF 26-os csatornán. Tulajdonosa részben az Omega-együttes alapítója, Benkő László volt, aki nem sokkal ezután kiszállt a csatornából, amelynek ötletét ő vetette fel. 2000. október 14-én a már Bocs TV néven működő adót átnevezték fix.tv-re, majd később FixHD-re. |
| Ozone Network |      | Környezettudatosság, ismeretterjesztés | Media Vivantis Zrt.         | 2017. május 1-én megújult. Az OzoneTV elődje. |
| OzoneTV       |      | Férfias reality-k és showműsorok       | Progress Média Hungary Kft. | Az Ozone Network utódja 2017. május 1. óta. 2020. március 2-án megújult. Mára nevével ellentétben realitycsatornaként működik. |

### Ö, Ő
| Név           |  | Profil              | Tulajdonos | Megjegyzés |
| ------------- |  | ------------------- | ---------- | --- |
| Ötös Csatorna |  | Közösségi televízió | ?          | 2007 áprilisában indult, fél év alatt több mint egymillió háztartásban vehetővé vált. 2008 kora nyarán csődbe ment, majd július 1-jén megszűnt. |

### P
| Név               | Logó | Profil                                          | Tulajdonos                  | Megjegyzés |
| ----------------- | ---- | ----------------------------------------------- | --------------------------- | --- |
| Paramount Channel |      | Filmek                                          | Paramount Global            | 2014. január 21-én kezdte meg tesztadását. 2014. február 14-én indult. 2016. június 1-ig Magyarország, Románia és Moldova egy adást látott, ezután két külön verzióra vált a filmcsatorna. A Paramount Network elődje.      |
| Paramount Network |      | Filmek, sorozatok                               | Paramount Global            | A Paramount Channel utódja. |
| P+                |      | Parlamenti közvetítések, üzlet, politika, hírek | Origo                       | Alternatív neve: Parlament TV. 2012-ben indult és 2016. január 1-én éjfélkor megszűnt. |
| PAX TV            |      | Kultúra, vallás                                 | PAX Televízió Zrt.          | 2001. december 14-én indult. 2020-ig az egyetlen csatorna volt, amely az elavult 4:3-as képaránnyal sugárzott. |
| Pesti TV*         |      | Politika és közélet                             | Progress Média Hungary Kft. | A kormánypárti Pesti Srácok hírportál tévécsatornája volt. 2020. szeptember 14-én indult és 2022. július 11-én éjfélkor szűnt meg.                                                                                          |
| Play TV           |      | Könnyűzene                                      | ?                           | 2011. február 7-én indult, de csak júniusig futott dacára annak, hogy a PR-Telecom és az Invitel kínálatába is bekerült. Ennek ellenére nem volt túl népszerű, valószínűleg ez okozta megszűnését.                          |
| Poén!             |      | Humor, kabaré                                   | RTL Magyarország            | Későbbi nevei: Prizma TV, RTL+, RTL Három |
| Premier TV        |      | Országos TV-premierek                           | Media Vivantis Zrt.         | A Media Vivantis Zrt. elvetett terve. |
| Prime             |      | Filmek, sorozatok                               | TV2 Csoport                 | A FEM3 régi helyén működik. |
| Prizma TV         |      | Filmek, sorozatok, humor, szappanoperák         | RTL Magyarország            | A Poén! utódja, az RTL+ és az RTL Három elődje. |
| PRO4              |      | Filmek, sorozatok                               | TV2 Csoport                 | 2011. január 3-án indult. Helyét 2016. július 11-től a Mozi+ vette át. Tematikáját ma a Viasat 6, részben Spíler1 és Spíler2 TV képviseli. Utóbbi két (szintén TV2-höz tartozó) csatorna szinte kizárólag sportot közvetít. |
| PV TV             |      | Horgászat, vadászat                             | Tematic Media Group         | A Digi magáncsatornája volt. 2014-ben összeolvadt a Fishing & Hunting Channellel |

### R
| Név          | Logó | Profil                                   | Tulajdonos                                               | Megjegyzés |
| ------------ | ---- | ---------------------------------------- | -------------------------------------------------------- | --- |
| Reality TV   |      | Bűnügyek, megtörtént események, valóság  | AMC Networks International – Central and Northern Europe | Későbbi nevei: Zone Reality, CBS Reality. |
| Reflektor TV |      | Sztárok, pletykák                        | RTL Magyarország                                         | 2013. január 1-én éjfélkor megszűnt. |
| Rock TV      |      | Rock & Roll klipek, interjúk, koncertek  | Hello HD                                                 | 2013. augusztus 1-én megszűnt. |
| Romance TV   |      | Romantikus sorozatok                     | Mainstream Media AG                                      | 2016. májusában indult és 2018. augusztus 1-én szűnt meg. |
| Romantica    |      | Romantika                                | AMC Networks International – Central and Northern Europe | Későbbi nevei: Zone Romantica, Filmcafé. Tematikájának mai képviselői az Izaura TV és a Story4. |
| RTL*         |      | Országos kereskedelmi csatorna           | RTL Magyarország                                         | Az RTL Klub utódja. |
| RTL Gold     |      | Magazinműsorok, vetélkedők, sorozatok    | RTL Magyarország                                         | A Film+ 2 helyét vette át 2017. július 3-án. |
| RTL Három    |      | Filmek, labdarúgás                       | RTL Magyarország                                         | Korábbi nevei: Poén!, Prizma TV, RTL+. |
| RTL Kettő    |      | Filmek, sorozatok, humor                 | RTL Magyarország                                         | Az RTL II utódja. Kezdetben a Super TV2, jelenleg a TV2 Comedy vetélytársa. |
| RTL Klub*    |      | Országos kereskedelmi csatorna           | RTL Magyarország                                         | 1997. október 7-én indult, néhány nappal a konkurens TV2 után. Az RTL elődje. |
| RTL II       |      | Filmek, sorozatok, magazinok             | RTL Magyarország                                         | 2012. október 1-én indult. Az RTL Kettő elődje. |
| RTL Otthon   |      | Barkácsolás, lakberendezés, gasztronómia | RTL Magyarország                                         | Az RTL Csoport új, az otthonnal foglalkozó csatornája, amely 2023. december 15-én indult. Közvetlen konkurenciája a Warner Bros. Discovery tulajdonában álló HGTV és az AMC tulajdonában álló Spektrum Home. |
| RTL Spike    |      | Filmek, sorozatok                        | Paramount Global                                         | 2016. december 1-én indult. 2021. január 12.-én 6:00-kor egyre alacsonyabb nézettség miatt megszűnt, helyét a TeenNick vette át. Profilját a Paramount Network viszi tovább.                                 |
| RTL+         |      | Filmek, sorozatok, humor, szappanoperák  | RTL Magyarország                                         | A Poén! és a Prizma TV utódja, az RTL Három elődje. |

### S
| Név                | Logó | Profil                                          | Tulajdonos                                                                                          | Megjegyzés |
| ------------------ | ---- | ----------------------------------------------- | --------------------------------------------------------------------------------------------------- | --- |
| SATeLIT Televízió  |      | Kereskedelmi jellegű                            | TV Egy Kulturális és Műsorszolgáltató Rt.                                                           | 2000. november 1-jétől sugárzott, bár érdemi műsort 2002. november 28. után már nem adott. A Satelit tulajdonképpen az MSat utódja, munkatársai és technikai felszereléseinek túlnyomó része az MSattól érkezett. Adását 2002. december 1-jén tartozásai miatt felfüggesztették. |
| Shopping TV        |      | Televíziós vásárlás                             | World Shopping Network                                                                              | 1997. március 15-től 1998 nyaráig sugárzott az AMOS műholdról – Magyarország első 24 órás telemarketing csatornája, a World Shopping Network első közép-európai változata volt saját stúdióval.                                                                                  |
| Sláger TV          |      | Könnyűzene, mulatós                             | Tematic Media Group                                                                                 | A Nóta TV utódja. Vetélytársa a Muzsika TV. |
| Sony Max           |      | Filmek, sorozatok                               | Sony Pictures Television International (2017-2021) Antenna Group (2021-2022)                        | 2017. október 3-án indult az AXN White helyén. Házon belüli vetélytársa a Viasat 3. 2022. március 24-től Viasat 2 néven sugároz tovább. |
| Sony Movie Channel |      | Filmek, sorozatok                               | Sony Pictures Television International (2017-2021) Antenna Group (2021-2022)                        | 2017. október 3-án indult az AXN Black helyén. 2022. március 24-től Viasat Film néven sugároz tovább. |
| Sorozat+           |      | Sorozatok                                       | RTL Magyarország                                                                                    | 2008. április 1-én indult. 2018-ban megújult. |
| Sorozatklub        |      | Sorozatok                                       | RTL Magyarország                                                                                    | Az RTL Csoport második sorozatcsatornája, amely 2023. december 15-én indult. |
| Spektrum Home      |      | Lakberendezés, kertszépítés, barkácsolás        | AMC Networks International – Central and Northern Europe                                            | Korábbi nevei: TV Deko, Deko. |
| Spektrum Home+*    |      | Lakberendezés, kertszépítés, barkácsolás, sport | AMC Networks International – Central and Northern Europe                                            | A Spektrum Home mindigTV-s adásváltozata. 2021. február 1-jén indult. |
| Spektrum           |      | Természetfilmek, tudomány, technika             | Warner Bros. Discovery (1995-2008) AMC Networks International – Central and Northern Europe (2008-) | Magyarország elsőként indult magyar nyelven sugárzó dokumentumfilm-csatornája. |
| Sport 1            |      | Sport                                           | AMC Networks International – Central and Northern Europe                                            | A UPC és a UPC Direct prémium sportcsatornájaként indult 2000. október 2-án. |
| Sport 1 3D         |      | Sport                                           | AMC Networks International – Central and Northern Europe                                            | Kísérleti adások: 2010. november 29-30., 2013. május 21-29. |
| Sport 2            |      | Sport                                           | AMC Networks International – Central and Northern Europe                                            | A Sport TV második csatornája. |
| Sport 2 3D         |      | Sport                                           | AMC Networks International – Central and Northern Europe                                            | Kísérleti labdarúgó-közvetítés önálló csatornán: 2011. április 16-17. |
| Sport 3            |      | Sport                                           | AMC Networks International – Central and Northern Europe                                            | A Sport TV legutóbbi csatornája. A SELEKT internetes streaming felületen található meg. Csak a Magyar Telekom-os előfizetők számára érhető el. |
| Sport M            |      | Sport                                           | AMC Networks International – Central and Northern Europe                                            | A Sport TV magyar érdekeltségű közvetítéseit sugárzó csatornája volt. 2018. január 8-án megszűnt. |
| Sportklub          |      | Sport                                           | Tematic Media Group                                                                                 | 2006. január 2-án indult és 2016. április 30-án szűnt meg. |
| Sportklub+         |      | Labdarúgás, extrém sportok                      | Tematic Media Group                                                                                 | 2007. szeptember 25-én indult a nagyobb siker érdekében. 2009. október 15-én népszerűtlenség miatt megszűnt. Kizárólag labdarúgást sugárzott. |
| Spíler TV          |      | Sport                                           | TV2 Csoport                                                                                         | 2018. március 1-től átkerült a román médiahatóság felügyelete alá. A Spíler1 TV elődje. |
| Spíler1 TV         |      | Sport                                           | TV2 Csoport                                                                                         | A Spíler TV utódja. |
| Spíler2 TV         |      | Sport                                           | TV2 Csoport                                                                                         | 2018. augusztus 11-én indult. |
| Spíler3 TV         |      | Sport                                           | TV2 Csoport                                                                                         | A TV2 csoport elvetett terve. Spíler Extra néven internetes on-demand szolgáltatásként működik addig, amíg nem tud annyi közvetítési jogot vásárolni a TV2-csoport, hogy indokolt legyen a harmadik csatorna indítása.                                                           |
| Story4             |      | Sorozatok, szappanoperák                        | Network4 Csoport                                                                                    | A Story5 utódja. Az Izaura TV vetélytársa. |
| Story4             |      | Sztárok, pletykák, sorozatok                    | Network4 Csoport                                                                                    | Korábbi, alternatív nevei: 4! Story TV, Story TV4. A TV4 elődje. |
| Story5             |      | Sorozatok, szappanoperák                        | Network4 Csoport                                                                                    | A Story4 társcsatornája. A Story4 nevét viszi tovább 2018. április 30-tól. |
| Story TV4          |      | Sztárok, pletykák, sorozatok                    | Network4 Csoport                                                                                    | A 4! Story TV utódja, a Story4 és a TV4 előd korábbi neve. |
| Sundance Channel** |      | Filmek, ismeretterjesztés                       | AMC Networks International – UK                                                                     | 2013-ban indult – 2016. augusztusi név- és arculatfrissítése után 2017. december 31-én szűnt meg. |
| Sundance TV**      |      | Filmek, ismeretterjesztés                       | AMC Networks International – UK                                                                     | 2013-ban indult – 2016. augusztusi név- és arculatfrissítése után 2017. december 31-én szűnt meg. |
| Super One          |      | Erotika                                         | ?                                                                                                   | Nem összekeverendő a MusicMix Super One csatornával. Egy ideig a Diginél 24 órás is volt, de a nézőközönség nyomására pár hónap után újból csak az éjjeli idősávban (23–5 óráig) vált vehetővé.                                                                                  |
| Super 1            |      | Erotika                                         | Tematic Media Group                                                                                 | A MusicMix Super One elődje. |
| Super 1 Music      |      | Interaktív zenei adó                            | Tematic Media Group                                                                                 | A MusicMix elődje. |
| Super TV2          |      | Filmek, sorozatok, magazinok                    | TV2 Csoport                                                                                         | A TV2 Csoport prémium csatornája. Az RTL II vetélytársa. |

### Sz
| Név      | Logó | Profil                 | Tulajdonos                                | Megjegyzés                                                                               |
| -------- | ---- | ---------------------- | ----------------------------------------- | ---------------------------------------------------------------------------------------- |
| Szív TV* |      | Általános szórakoztató | Hungarian Broadcasting Corporation (HBCO) | 1999. október 5-én megszűnt, mivel tulajdonosa, a HBCO nem fizette ki a sugárzási díjat. |

### T
| Név            | Logó | Profil                                                     | Tulajdonos                                               | Megjegyzés |
| -------------- | ---- | ---------------------------------------------------------- | -------------------------------------------------------- | --- |
| TeenNick       |      | Ifjúsági műsorok, vígjátékok                               | Paramount Global                                         | Az RTL Spike helyét vette át 2021. január 12-én. A Nickelodeon társcsatornája, ahol a Nickelodeon által sugárzott élőszereplős sorozatait sugározza.                                                |
| TLC            |      | Életmód, divat, gasztronómia, lakberendezés, szépségápolás | Discovery Communications (Warner Bros. Discovery)        | A Discovery Travel & Living utódja. Neve a „The Learning Channel” rövidítése. |
| Top Shop TV    |      | Televíziós vásárlás                                        | Studio Moderna                                           | A Telekom, a Direct One és a Digi kínálatában volt elérhető. 2013-ban megszűnt. |
| Top TV         |      | Zene                                                       | WVM Lízing és Pénzügyi Rt.                               | Az első magyar zenecsatorna volt (1995.06.12-1996.05.30.). |
| Total Dance TV |      | Zene                                                       | N/A                                                      | MinDigTV-n a FIT HD-val osztozó csatorna. Néhány szolgáltatónál önálló csatornaként is fogható. |
| Travel Channel |      | Utazás                                                     | Discovery Communications (Warner Bros. Discovery)        | Magyar szinkronnal 2000 ősze óta (!) elérhető. |
| TV Deko        |      | Lakberendezés, kertszépítés, barkácsolás                   | AMC Networks International – Central and Northern Europe | Későbbi nevei: Deko, Spektrum Home. |
| TV Paprika     |      | Gasztronómia                                               | AMC Networks International – Central and Northern Europe | 2004. szeptember 1-jén indult műsorblokként a Filmmúzeumon, majd pontosan két hónappal később önálló csatorna lett.                                                                                 |
| TV Plusz*      |      | Körzeti televízió                                          | ?                                                        | 106 szolgáltatónál vehető kereskedelmi adás 1993. március 21-től valószínűleg 1995 nyaráig, vasárnap 12:00–16:00 között. Nem összekeverendő a Magyar Televízió MTV Plusz programblokkjával (1989)!  |
| TV Tévé        |      | Kazettás terjesztésű kábelcsatorna                         | TelesYstem Rt.                                           | A régi TV4 elődje. 1991 és 1992 között kezdetben csütörtök esténként, majd, péntek és vasárnap esténként is sugárzott. Tematikája nagyban hasonult a későbbi TV3-éhoz.                              |
| TV-1           |      | Általános közszolgálati adó                                | Magyar Televízió                                         | Későbbi nevei: MTV, MTV-1, M1 |
| TV-2           |      | Általános közszolgálati adó                                | Magyar Televízió                                         | Későbbi nevei: MTV-2, M2. Nem összetévesztendő az 1997-ben indult kereskedelmi csatornával. |
| TV2*           |      | Országos kereskedelmi csatorna, propaganda                 | TV2 Csoport                                              | Magyarország legrégebbi országos kereskedelmi tévéje. |
| TV2 Comedy     |      | Filmek, sorozatok, humor                                   | TV2 Csoport                                              | A Humor+ utódja. 2020. május 18-án indult. |
| TV2 Classic    |      | Retro műsorok, ismétlések                                  | TV2 Csoport                                              | |
| TV2 Kids       |      | Animációs filmek, gyermekműsorok                           | TV2 Csoport                                              | A Kiwi TV utódja. 2020. augusztus 17-én indult. |
| TV2 Klub*      |      | Életmód, közösségi média                                   | TV2 Csoport                                              | A FEM3 utódja. 2024. március 8-án indult. |
| TV2 Séf        |      | Gasztronómia                                               | TV2 Csoport                                              | Korábbi nevei: Chili TV, LiChi TV. 2020. október 15-én indult. |
| TV2 Sport      |      | Sport                                                      | TV2 Csoport                                              | A Spíler1 TV utódja lett volna, de később kiderült, hogy a Spíler-csatornák megújulnak. |
| TV2 Sport+     |      | Sport                                                      | TV2 Csoport                                              | A Spíler2 TV utódja lett volna, de később kiderült, hogy a Spíler-csatornák megújulnak. |
| Tv2040         |      | Budaörs helyi televíziója, közélet, sport, kultúra         |                                                          | Kábelen fogható helyi tv, a youtube-on élőben is nézhető, archívuma évekre visszakereshető, tv2040.hu                                                                                               |
| TV3            |      |                                                            | TV2 Csoport                                              | |
| TV3*           |      | Országos kereskedelmi csatorna                             | Budapesti Kommunikációs Rt.                              | 1994-ben indult TV3 Budapest néven, 1997-ben megújult, és 2000-ben megszűnt. Közel 17 évig tartotta a magyar kábeltelevíziós nézettség rekordját.                                                   |
| TV4            |      | Kazettás terjesztésű kábelcsatorna                         | VICO                                                     | A TV Tévé utódja. Az adásnapok és -idők megegyeztek az elődjével. 1993-tól hétfő esténként is sugárzott, Ezen a néven 2018-ban a Story4 (egykori 4! Story TV) helyén lett elérhető egy új csatorna. |
| TV4            |      | Sztárok, pletykák, sorozatok                               | Network4 Csoport                                         | Korábbi nevei: 4! Story TV, Story TV4, Story4. |
| TV6            |      | Sorozatok, sport, animációs sorozatok, filmek              | Modern Times Group                                       | A Viasat 6 elődje (2008.01.28.-2011.02.11.). |

### U, Ú
| Név               | Logó | Profil            | Tulajdonos    | Megjegyzés                                                                 |
| ----------------- | ---- | ----------------- | ------------- | -------------------------------------------------------------------------- |
| Universal Channel |      | Filmek, sorozatok | NBC Universal | A Hallmark Channel utódja. 2016. augusztus 23-án kivonult Magyarországról. |

### V
| Név                      | Logó | Profil                                   | Tulajdonos                                                                                              | Megjegyzés |
| ------------------------ | ---- | ---------------------------------------- | --- | --- |
| Viasat 2                 |      | Filmek, sorozatok                        | Antenna Group                                                                                           | A Sony Max utódja. |
| Viasat 3*                |      | Általános szórakoztató                   | Modern Times Group (2000-2015) Sony Pictures Television International (2015-2021) Antenna Group (2021-) | Az Alfa TV utódja, 2000. október 24-én váltotta fel a körzeti televíziót. 2005-ig ingyen is vehető volt a fővárosban földfelszínen. Néhány másik országban is fogható TV3 néven. Magyarországon is fel akarta venni a megszűnt TV3 nevét, de jogi okokból nem került rá sor. |
| Viasat 6                 |      | Filmek, sorozatok, reality-k, vígjátékok | Modern Times Group (2011-2015) Sony Pictures Television International (2015-2021) Antenna Group (2021-) | A TV6 utódja. |
| Viasat Explore           |      | Kaland, utazás, sorozatok                | Viasat World                                                                                            | Korábbi neve: Viasat Explorer (2003.11.01.-2014.04.29.). 2014-es megújulásakor eredeti nevének utolsó betűjét elhagyták. Jelenleg az egyetlen kalandcsatorna. |
| Viasat Explorer          |      | Kaland, utazás, sorozatok                | Viasat World                                                                                            | A Viasat Explore elődje. Megújulásakor az utolsó betűt elhagyták a nevéből. |
| Viasat Film              |      | Filmek, sorozatok                        | Antenna Group                                                                                           | A Sony Movie Channel utódja. |
| Viasat History           |      | Történelem                               | Viasat World                                                                                            | 2003. november 1. óta elérhető magyar hanggal. |
| Viasat Nature            |      | Állatvilág                               | Viasat World                                                                                            | 2010. május 5. óta elérhető magyar hanggal. |
| Viasat Nature/History HD |      | Történelem, állatvilág                   | Viasat World                                                                                            | Osztott műsoridejű adása 2019. január 21-én megszűnt, külön 24 órás HD feedet kapott a History és a Nature minden érintett kábelszolgáltatónál. |
| Vintage TV*              |      | Zene                                     | Vintage Entertainment Limited                                                                           | Magyar rockzenét sugárzó kísérleti adás a MindigTV-n (2015.12.04.-2016.08.01.). |
| Vital TV                 |      | Életmód, gasztronómia                    | Echo Hungária TV Zrt. (Széles Gábor)                                                                    | 2009. április 21-étől az Echo TV ismétlőcsatornája volt. (2006.09.01.-2011.09.15.) |
| VIVA                     |      | Zene, valóság                            | Paramount Global                                                                                        | Korábbi nevei: Z+, VIVA+. Helyét a Comedy Central Family vette át. (2003.01.27-2017.10.03.) |
| VIVA+                    |      | Zene                                     | VIVA Media AG                                                                                           | A Z+ felvásárlása utáni átmeneti neve (2001.06.04.-2003.01.27.). |

### W
| Név             | Logó | Profil               | Tulajdonos                                               | Megjegyzés                                           |
| --------------- | ---- | -------------------- | -------------------------------------------------------- | ---------------------------------------------------- |
| WebM3           |      |                      | Duna Médiaszolgáltató Zrt.                               | Kísérleti online csatorna volt 2009-ben, pár hétig.  |
| Wizja Le Cinema |      | Európai művészfilmek | AMC Networks International – Central and Northern Europe | Későbbi nevei: Le Cinema, Europa Europa, Zone Europa |
| W-Sport         |      | Női sport            |                                                          | 2024. március 8-án indult.                           |

### X
| Név    | Profil                  | Tulajdonos | Megjegyzés                                                                                     |
| ------ | ----------------------- | ---------- | ---------------------------------------------------------------------------------------------- |
| Xmédia | Televíziós vásárlás     | ?          | 2002-től egy ideig a Matávkábel kínálatában volt fogható.                                      |
| X-TV*  | Körzeti zenei televízió | ?          | Kísérleti adás 1995 és 1997 között az UHF 26-os csatornán és mikrohullámon Budapest környékén. |

### Z
| Név            | Logó | Profil                                       | Tulajdonos                                               | Megjegyzés |
| -------------- | ---- | -------------------------------------------- | -------------------------------------------------------- | --- |
| Z+             |      | Zene                                         | VIVA Media AG                                            | A csatornát eladták a német Viva Media AG-nak. (1997.06.27.-2001.06.04.) |
| Zenebutik      |      | Zene                                         | TV2 Csoport                                              | A Muzsika TV, a Sláger TV, valamint részben a Dikh TV vetélytársa. |
| Zenit TV*      |      | Lokálpatrióta műsorok, beszélgetős programok | ?                                                        | 1997. júliusában indult, nyíltan radikális jobboldali kábeladó, afféle „kultusztelevízió” volt. 2008. október 31-én sugárzott utoljára. |
| Zone Club      |      | Életmód, divat, lakberendezés                | AMC Networks International – Central and Northern Europe | A Club utódja. Az Írisz TV-vel egy sávon indult, majd annak megszűnésekor 24 órás lett, később a Megamaxszal egy csatornán működött megszűnéséig. Utódja Európában és Nagy-Britanniában a Fine Living, amely 2015-től 2020 végéig Magyarországon is elérhető volt. |
| Zone Europa    |      | Európai művészfilmek                         | AMC Networks International – Central and Northern Europe | Korábbi elnevezései: Wizja Le Cinema, Le Cinema, Europa Europa. Utódja a CBS Europa, amely csak Lengyelországban érhető el. Tematikájának mai képviselői részben a Cinemax 2 és a Moziklub.                                                                        |
| Zone Reality   |      | Bűnügyek, megtörtént események, valóság      | AMC Networks International – Central and Northern Europe | A Reality TV utódja, a CBS Reality elődje. |
| Zone Romantica |      | Filmek, sorozatok, romantika                 | AMC Networks International – Central and Northern Europe | A Romantica utódja, a Filmcafé elődje. Tematikájának mai képviselői részben az Izaura TV és a Story4. |
| ZTV Budapest*  |      | Körzeti televízió                            | ?                                                        | 1993-ban indult mikrohullámon, a Zenit TV elődje. Nem összekeverendő Zalaegerszeg ma is működő helyi televíziójával! |